# Limousine Park
Limousine Park est un parc situé en Haute-Vienne, à cheval sur les communes de Boisseuil et Saint-Hilaire-Bonneval. Proclamé « parc agro-touristique », le Limousine Park est installé sur le site du Pôle de Lanaud, qui fait office depuis 1991 de centre national de référence pour la sélection de la race bovine limousine. Il s'attache à valoriser la patrimonialité animale, paysagère, culturelle et culinaire que constitue la race limousine pour le Limousin. 
Initialement pensé comme parc à thèmes, le Limousine Park consiste finalement en un équipement pédagogique paysager, pleinement intégré aux espaces professionnels du pôle de Lanaud.

## Description
Le parc Limousine Park se donne comme objectifs d'expliquer l'élevage de la race limousine en France et de susciter des vocations professionnelles, tout en valorisant les savoir-faire et productions du territoire limousin. L'agencement s'articule autour de cinq thèmes : « un bovin, comment ça fonctionne ? », « la viande bovine française : qualité et traçabilité », « le métier d'éleveur », « l'élevage et l’environnement » et « les paysages limousins ».
Le parc se compose d'un espace muséal intérieur et d'espaces extérieurs. L'espace intérieur associe le ring des ventes du pôle de Lanaud et des salles d'exposition. A l'extérieur, le public est amené à circuler entre le site d'observation des veaux, un labyrinthe, une mini-ferme et un verger limousins, des terrasses pédagogiques consacrées aux enjeux environnementaux et gastronomiques de la race, un lieu de rencontre avec les vaches et des animations ludiques.

## Historique
Initialement imaginé plus grand et plus coûteux, le parc est redimensionné avant son lancement. Il est présenté comme le second parc de ce type en France, après un équipement équivalent consacré au fromage de Munster en Alsace. Les travaux de construction de l'infrastructure s'élèvent à 3 711 000 €, financés par la Région Limousin (38,5 %), le Pôle de Lanaud (33,5 %) et l'État (28,3 %). Un appel au mécénat doit faciliter l'amortissement. L'agencement du site est réalisé par les cabinets limougeauds Appaloosa (décoration intérieure) et Despaysages (paysagisme). Plusieurs contraintes réglementaires ont présidé aux travaux, comme le site inscrit de la vallée de la Briance et le label « Patrimoine du XXe siècle » accordé aux bâtiments du Pôle réalisés par Jean Nouvel, sans compter les contraintes pratiques liées à l'exercice de la profession agricole sur le site même.
Le parc est inauguré le 18 juin 2015, et ouvre ses portes au public le 11 juillet 2015. Il emploie dès lors cinq personnes, et accueille les visiteurs d'avril à septembre.
Après une première saison expérimentale, durant laquelle l'absence de restaurant et la faiblesse de la végétation sont remarqués, le Limousine Park est véritablement lancé en mars 2016 avec l'arrivée d'Anne Alassane aux commandes du nouveau restaurant « Le Lanaud ».

### Fréquentation
À l'ouverture du parc en juillet 2015, l'équipe gestionnaire annonce espérer 18 000 visiteurs annuels pour l'année 2016, avec un objectif de 35 000 entrées annuelles à l'horizon 2020.
Le maire de Boisseuil voit dans la création du parc un enrichissement de l'offre touristique dans le sud de l'agglomération de Limoges, aux côtés du château de Châlucet et du Parc du Reynou.
La première saison - 2015 - voit le parc accueillir 10 000 visiteurs. Les premiers résultats sont jugés satisfaisants par les équipes du site.

## Informations économiques
La société exploitante porte le nom de Lanaud Exploitation.
En 2017, elle a réalisé un chiffre d'affaires de 240 000 € et supporté une perte nette de 188 500 €. Les fonds propres sont négatifs de 353 500 €.
La société est dirigée par Bernard Roux.